# WRC: FIA World Rally Championship Arcade
WRC: FIA World Rally Championship Arcade (también conocido como FIA WRC Arcade) es un videojuego de carreras de rally arcade de 2002 desarrollado por Unique Development Studios y publicado por Sony Computer Entertainment para PlayStation. Está basado en la temporada de 2002 del World Rally Championship.

## Jugabilidad
WRC: FIA World Rally Championship Arcade presenta 7 autos de fabricantes del Campeonato Mundial de Rally junto con 14 ubicaciones de pistas de 14 países diferentes que se incluyeron en el Campeonato Mundial de Rally 2002. Las pistas se llevan a cabo en varias superficies como asfalto, tierra, grava, hielo, barro y nieve, y varían en dificultad de fácil a difícil. Las carreras pueden tener lugar en condiciones de clima soleado o húmedo. Los autos varían en cuanto a qué tan rápido aceleran, qué tan rápido son y su capacidad de conducción. Un copiloto guía al jugador informándole de a qué tipo de curva se está acercando.
El juego tiene cinco modos de juego; Time Trial donde el objetivo del jugador es obtener el tiempo más rápido en cualquier pista disponible, Vs Mode que compite contra otro jugador, Super Special Mode donde el jugador compite contra otros 16 vehículos, Grid Race donde el jugador puede competir contra otros competidores y desbloquear bonus tracks.

## Recepción
El crítico de Jeuxvideo.com sintió que la jugabilidad estaba por debajo de la media debido a que estaba "reducida a su expresión más simple para una conducción que, francamente, resulta no ser muy interesante" y señaló que su inteligencia artificial no era completamente desarrollado para adaptarse a la trayectoria del jugador en la pista. El sitio web sintió que las variaciones de los circuitos permitían que el uso del frenado fuera opcional, lo que creía que era sorprendente para un juego de rally. Consoles+ comparó los gráficos de WRC: FIA World Rally Championship Arcade con los de Sega Rally 2 en Dreamcast y le dio al juego una calificación del 82 por ciento, diciendo: "Sony nos ofrece un juego de rally puramente arcade".
Play2Mania criticó mucho la música del juego, los efectos de sonido y la voz del copiloto por ser de mala calidad, pero consideró que el juego no era complejo y entretenido. Un crítico de "PSone Magazine" escribió que "WRC: FIA World Rally Championship Arcade" atraería a una gran parte de los entusiastas de los rallies a los que no les gustaban los juegos de simulación.